# Finlandais volants

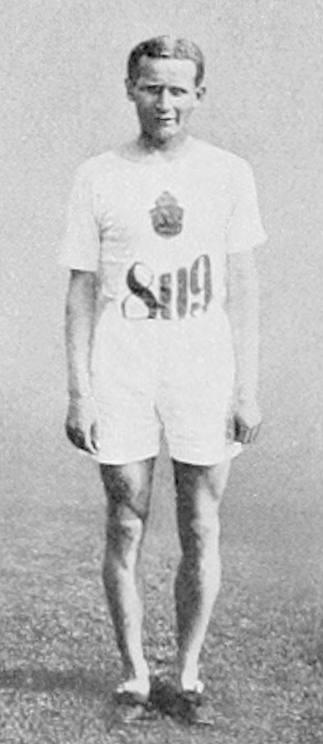
Hannes Kolehmainen, quadruple champion olympique et membre des "Finlandais Volants"

Les « Finlandais volants » fut le surnom donné à plusieurs coureurs finlandais, notamment les médaillés d'or Ville Ritola, Hannes Kolehmainen, Volmari Iso-Hollo et Paavo Nurmi pendant les Jeux olympiques de l'entre-deux-guerres. Aux Jeux olympiques d'été de 1924 à Paris, Nurmi gagna deux médailles d'or pour les épreuves du 1 500 m et 5 000 m (qui se sont tenues à une heure d'écart).
Le terme a une telle renommée internationale qu'il est souvent attribué à des sportifs finlandais remarquables pour les sports athlétiques ou mécaniques.
| Athlètes                       | 1912                       | 1920                         | 1924                                      | 1928                                                             | 1932                           | 1936                                                        | Total |
| ------------------------------ | -------------------------- | ---------------------------- | ----------------------------------------- | ---------------------------------------------------------------- | ------------------------------ | ----------------------------------------------------------- | ----- |
| Hannes Kolehmainen             | 5 000 m · 10 000 m · cross | marathon                     |                                           |                                                                  |                                |                                                             | 4     |
| Paavo Nurmi                    |                            | 10 000 m · cross · 5 000 m · | 1 500 m · 5 000 m · cross ·               | 10 000 m · 3 000 m steeple · 5 000 m ·                           |                                |                                                             | 9     |
| Ville Ritola                   |                            |                              | 10 000 m · 3000 steeple · cross · 5 000 m | 5 000 m · 10000                                                  |                                |                                                             | 6     |
| Volmari Iso-Hollo              |                            |                              |                                           |                                                                  | 3 000 m steeple · 10 000 m     | 3 000 m steeple · 10 000 m                                  | 4     |
| Autres athlètes                | 10 000 m                   | cross                        | marathon · 3000 steeple · 10000 ·         | 1 500 m · 3 000 m steeple · 1 500 m · marathon · 3 000 m steeple | 5 000 m · 5 000 m · 10 000 m · | 5 000 m · 10 000 m · 5 000 m · 10 000 m · 3 000 m steeple · | 18    |
| Finlande (courses par équipes) | cross                      | cross                        | 3 000 m · cross                           |                                                                  |                                |                                                             | 4     |